# 友党
友党（ゆうとう）とは、政党にとって「友好関係にある他の政党」のことを指す。
一般的には、掲げる主義または政策が部分的にでも一致していることが前提となる。
政治情勢の変化などにより政党間の関係も変化することがあるため、対立関係にあった政党同士が互いに友党となったり、逆に友党と呼べない関係になったりすることがしばしば起きる。

## 日本における例
日本においては、以下のような例が見受けられる。
- 1つの政党から分裂した2つの政党が、互いを友党と呼んでいたことがある[1][2]。
- 選挙や国会対策などで協力関係を築いた野党同士が、互いを友党と呼んでいたことがある[3][4]。
- 連立政権の与党が、ともに連立を組む政党を友党と呼んでいる[5][6]。
- 革新政党が、同じ主義を掲げる日本国外の政党を友党と呼んでいる[7][8][9]。

特異な例としては、55年体制の初期において、与党の自由民主党と野党の日本社会党が国会の場で互いを痛烈に批判しつつ互いを「友党」と呼んでいたこと

が挙げられる。

## 日本の友党
- 自民党・公明党（連立与党）
- 立憲民主党・国民民主党・日本共産党・社民党・新社会党・緑の党グリーンズジャパン・沖縄社会大衆党（野党共闘）
- 大阪維新の会・公明党（大阪市政・府政・堺市政）
- 都民ファーストの会・公明党（東京都政）